# فتحية محمود
فتحية محمود (29 أكتوبر 1913 - 17 مايو 1981) هي ممثلة ومغنية وراقصة و منولوجست مصرية.

## حياتها
اسمها بالكامل (فتحية محمود محمد)، ولدت في مدينة القاهرة في عام 1913، وحصلت علي شهادة البكالوريا في عام 1930. تعلمت فتحية فن التمثيل والغناء وهي في سن الخامسة عشر من عمرها، وقد عاصرت في وقت ظهورها الفنانين إسماعيل ياسين ومحمود شكوكو وغيرهما وقامت بالعمل معهم في بعض الفرق التي كانت تتجول في المحافظات للغناء وتعليم فن المونولوجات، وبعد ذلك قامت بالغناء في صالة بديعة مصابني بالإضافة لتقديمها المونولوجات ومشاركاتها في بعض المسرحيات، ومن هنا توجهت إلى السينما، وشاركت في بضعة أفلام، منها: (كنز السعادة، صباح الخير، بلبل أفندي). توفيت في عام 1981 عن عمر يناهز الثمانية والستون عامًا

## افلامها
- بواب العمارة 1935
- يوم في العالي 1946
- صباح الخير 1947
- كنز السعادة 1947
- بلبل أفندي 1948 - (أم بطة)

## روابط خارجية
- فتحية محمود على موقع الدهليز
- فتحية محمود على موقع قاعدة بيانات الأفلام العربية